# San Juan (Puerto Rico)
San Juan (nombre oficial: Municipio Autónomo de San Juan Bautista) es la ciudad capital de Puerto Rico y uno de los 78 municipiosdel Estado Libre Asociado de Puerto Rico. En el Censo de 2010 tenía una población de 442 447 habitantes y una densidad poblacional de 1983,45 personas por km².
En el plano económico, es el más importante centro económico e industrial de Puerto Rico, y su área metropolitana concentra la mayor parte de la actividad económica de la isla.[cita requerida] Es la segunda ciudad iberoamericana con mayor ingreso per cápita (25 451 dólares estadounidenses en 2012), solo por detrás de Brasilia. Es la decimoséptima ciudad por el tamaño de su producto interno bruto en Iberoamérica (de unos 34 460 millones de dólares estadounidenses), siendo una de las más atractivas para invertir en la América hispanohablante. Es la ciudad más cosmopolita de todo el Caribe, y la Ciudad más antigua de los Estados Unidos con el casco histórico más grande.[cita requerida]
Según The Economist, está entre las veinte mejores ciudades para hacer negocios en América Ibérica.

## Historia
En 1493, en su segundo viaje a América, Cristóbal Colón encontró la isla que en la actualidad se conoce con el nombre de Puerto Rico y la nombró San Juan Bautista.

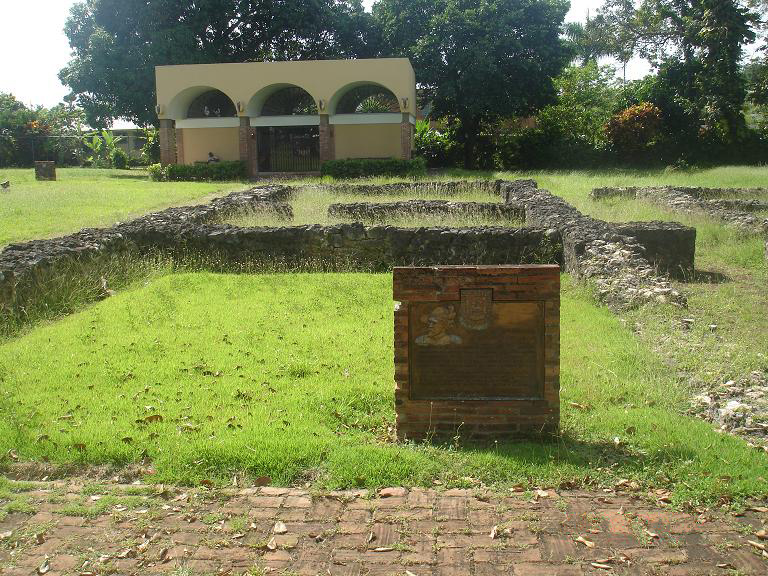
Ruinas de la residencia de Juan Ponce de León en Caparra.

Rápidamente, San Juan se convirtió en el puesto militar español más importante de América. En 1508, Juan Ponce de León fue nombrado por el gobierno español primer gobernador de la isla. Fue él quien fundó el establecimiento original, Caparra, al oeste de la actual área metropolitana. La ciudad fue construida en una isleta hacia 1521. España, para defender la isla de los intentos de conquista por parte de ingleses y holandeses, construyó los fuertes militares de San Felipe del Morro y San Cristóbal. Ambas construcciones son hoy lugares de atracción turística. En 1595, el británico Francis Drake fue derrotado en la bahía de San Juan por los cañones del Morro, en el transcurso de la que sería su última expedición contra América, falleciendo poco después tras ser derrotado de nuevo por los españoles en Panamá.

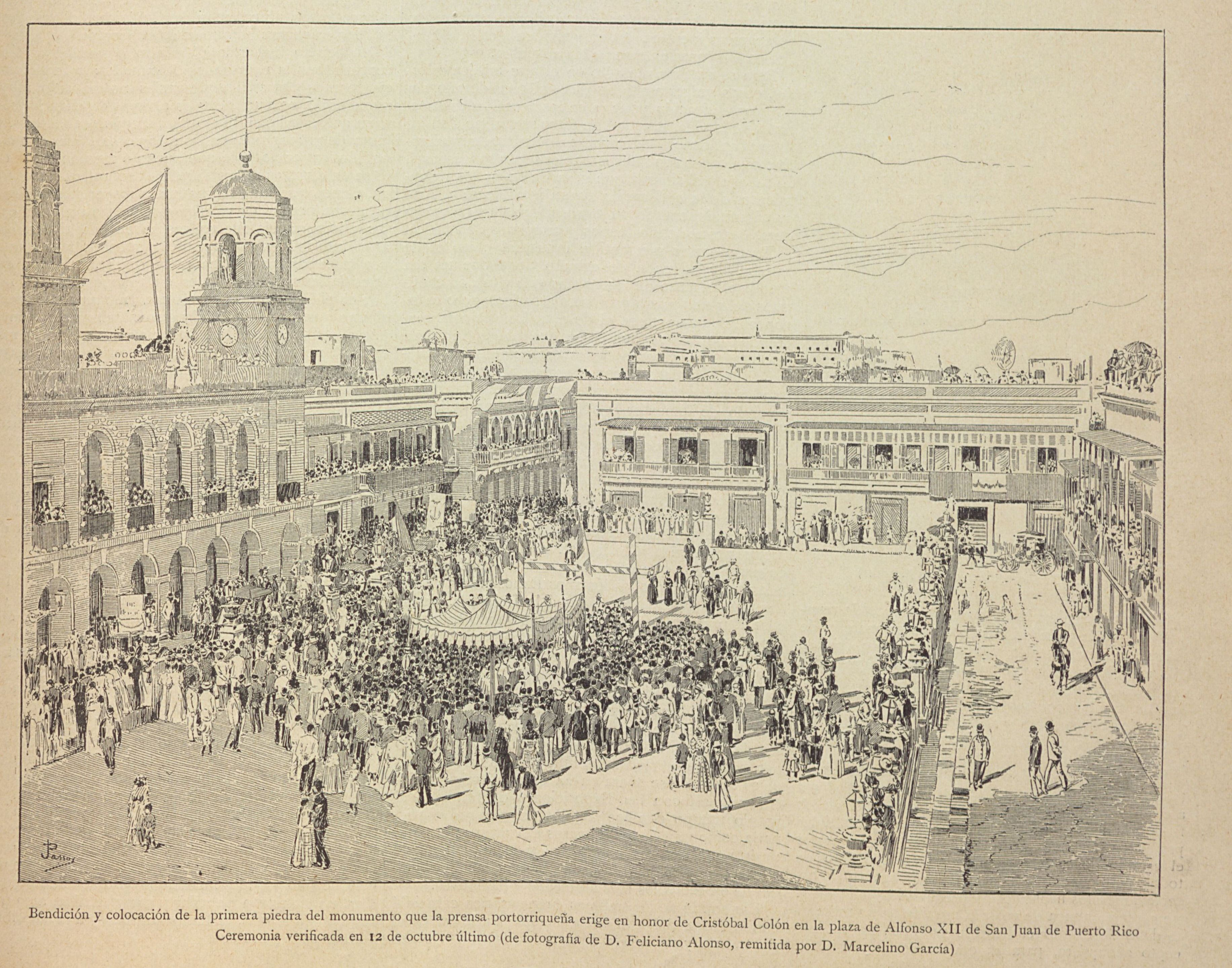
Plaza de Armas de San Juan (entonces conocida como «plaza de Alfonso XII») en 1892.

Con el paso de los siglos, la fuerza militar de Puerto Rico se convirtió en una fuerza económica que dio como resultado la única isla del Caribe donde la industria y el comercio sobrepasaron a la producción agrícola.
En 1898, Puerto Rico pasó a ser botín de guerra de los Estados Unidos durante la guerra hispano-estadounidense. Desde entonces, Puerto Rico ha estado bajo el control de los Estados Unidos. En 1917, la Ley Jones confirió a los puertorriqueños la ciudadanía estadounidense. y la isla pasó a ser territorio oficial de los Estados Unidos, con gobernadores estadounidenses nombrados por el presidente.

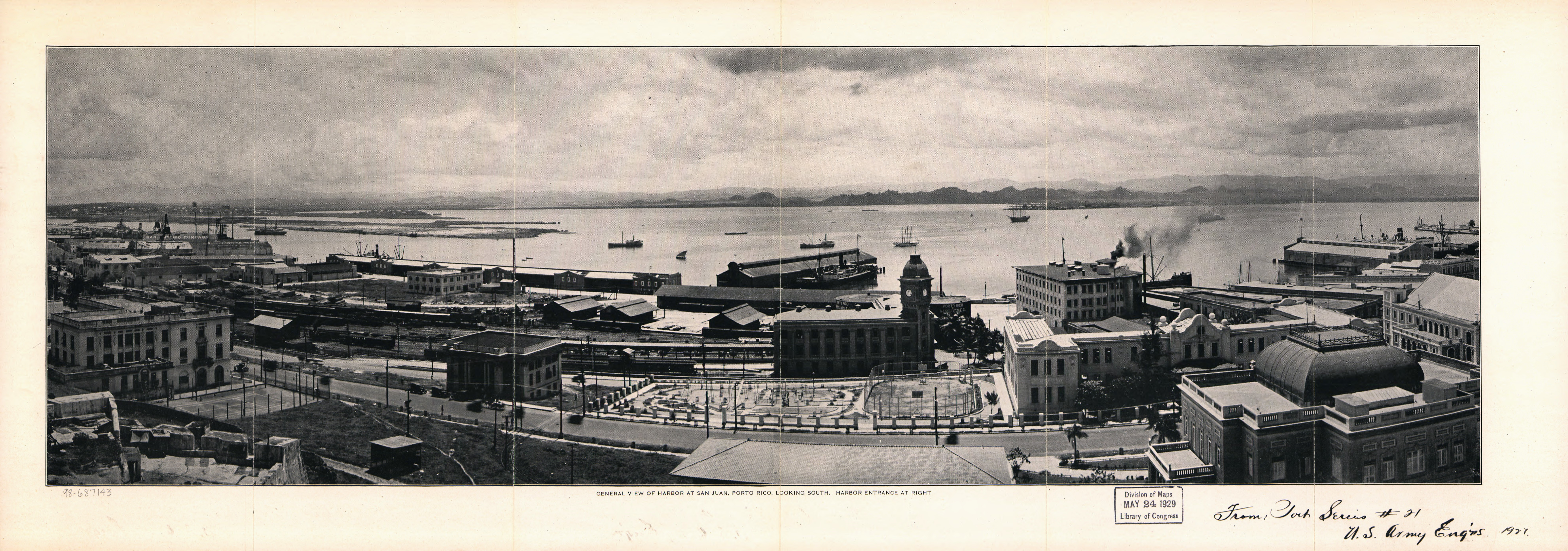
Puerto de San Juan en 1923.

En 1948, se celebraron las primeras elecciones nacionales y los puertorriqueños eligieron a su primer gobernador y, en 1952, Puerto Rico obtuvo su estatus de Estado Libre Asociado.
El Viejo San Juan fue construido como un emplazamiento militar de las fuerzas militares españolas. El área cubre siete bloques cuadrados de calles estrechas pavimentadas en adoquines y alineadas con antiguas casas coloniales con sus balcones y patios. Las fortalezas y las murallas del Viejo San Juan están entre las mejor preservadas en el hemisferio. El área está repleta de casas, iglesias y plazas antiguas que representan la arquitectura más apreciada del Caribe.
La Garita, una caja de centinela en el Castillo San Felipe del Morro, ha venido a simbolizar a Puerto Rico y El Viejo San Juan. El nombre de la ciudad de San Juan ha sufrido a lo largo del tiempo un cambio curioso. Cuando tuvo lugar la llegada de los españoles al país, el 19 de noviembre de 1493, el almirante Cristóbal Colón la bautizó San Juan Bautista. Años después, el conquistador Juan Ponce de León, durante la exploración de la costa norte, descubrió una amplia bahía a la cual calificó de «Puerto Rico». Pasado el tiempo se intercambiaron los nombres: la isla pasó a llamarse Puerto Rico, y la bahía, el puerto y la ciudad, San Juan.

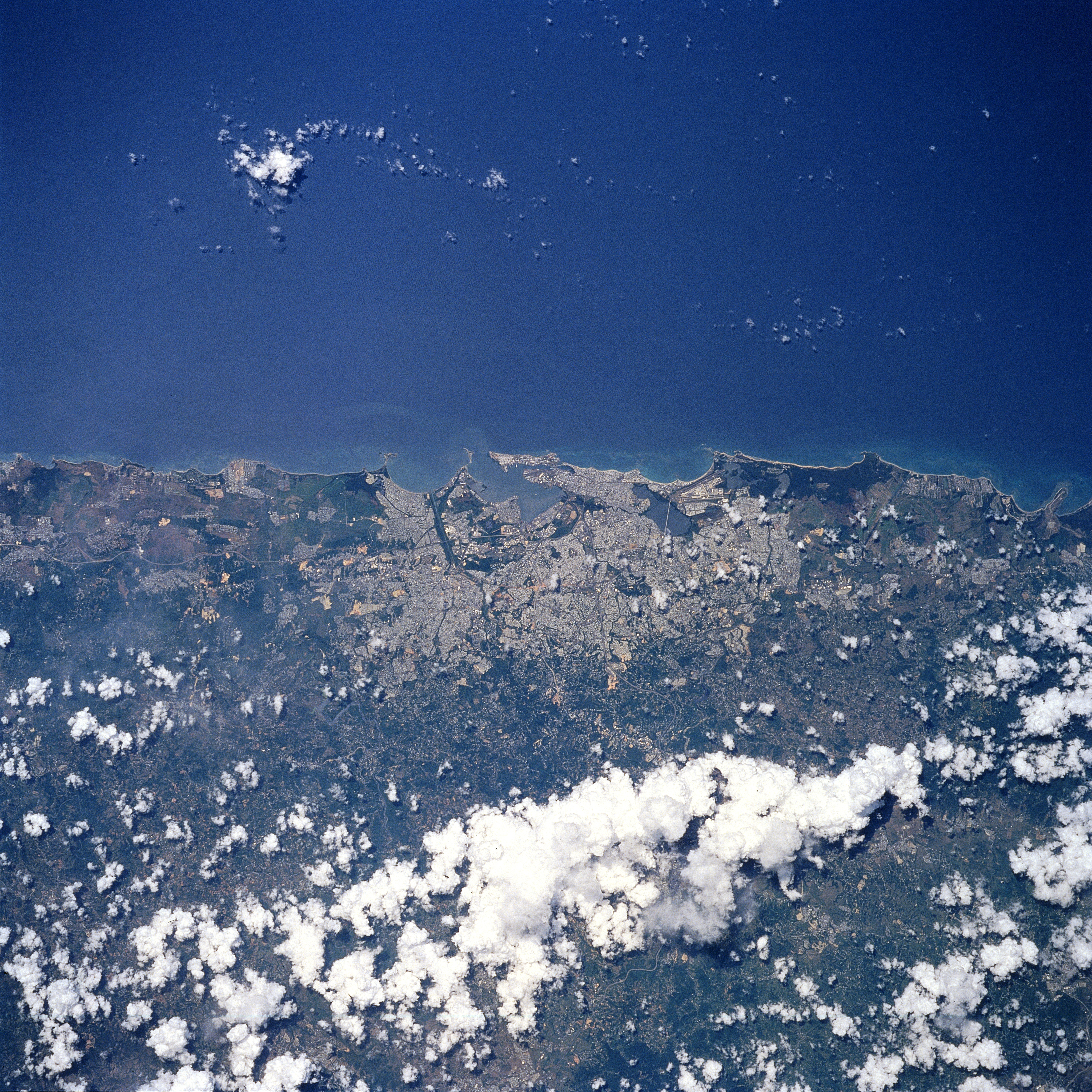
Área metropolitana de San Juan desde el espacio, julio de 1997.

El Municipio de San Juan está localizado en la región noreste de los llanos costaneros, al norte de Aguas Buenas y Caguas; al este de Guaynabo y Bayamón; y al oeste de Carolina y Trujillo Alto.
El Viejo San Juan ocupa la orilla occidental de una isleta rocosa en la boca de la Bahía de San Juan. Durante el siglo XIX, los centros de población principal surgieron más allá de las murallas de la vieja ciudad y en la isla principal, y se unieron con los ya existentes grupos al sur y al este del Viejo San Juan. Como resultado, la ciudad ahora está compuesta por una variedad de vecindarios o barrios.
Al este del Viejo San Juan se ubica la zona residencial y turística del Condado, en tierras que solían ser poseída por Pablo Ubarri Capetillo, un constructor de ferroviarios español y conde de San José de Santurce bajo el período colonial español. Las playas como Ocean Park son populares entre los nadadores, surfeadores y kitesurfers y se suceden a lo largo del litoral atlántico del distrito.
Cerca de Condado está la zona de Santurce Centro y Miramar. Miramar es principalmente un área residencial localizada al sur de la Laguna del Condado. Anexo a Miramar se encuentra el viejo barrio de Miraflores, antiguamente un platanal desaguado y un vertedero en donde se construyó el primer aeropuerto de Puerto Rico, el Aeropuerto Fernando Luis Ribas Dominicci (Aeropuerto de Isla Grande). Miramar recibe al Centro de Convenciones de Puerto Rico, Hoteles y el recién inaugurado Distrito T Mobile y Coca Cola Music Hall, así como algunos de los muelles de los barcos del Puerto de San Juan.
Santurce, originalmente llamado «San Mateo de Cangrejos», fue el destino para los esclavos africanos liberados durante los primeros días de la ciudad. Después de que Pablo Ubarri pidiera permiso para unir Santurce con San Juan vía tranvía en 1878, el municipio fue partido en tres partes y su pueblo principal fue unido con la ciudad y renombrado Santurce (Santurtzi en lengua vasca). En Santurce se encuentra el Museo de Arte de Puerto Rico, el Museo de Arte Contemporáneo de Puerto Rico el Centro de Bellas Artes Luis A. Ferré y la mayoría de los teatros de la ciudad.
Al sur de Santurce se encuentra Hato Rey, que fue suelo para criar el ganado del Gobierno Real (de ahí su nombre, «el hato del rey») alrededor del siglo XVI. Hato Rey actualmente es el centro financiero de la isla y del Caribe. A una sección de este distrito se le refiere como la Milla de Oro (en realidad 0,47 millas en longitud), debido a la gran cantidad de bancos y compañías nacionales e internacionales localizadas allí.
En la parte sur de la ciudad se encuentra el área mayormente residencial de Río Piedras. Río Piedras solía ser un municipio aparte, fundada a mediados de la década de 1850, en donde había plantaciones de caña de azúcar y propiedades de algunos de los habitantes más ricos de San Juan (así como a su personal de clase obrera). Los gobernadores coloniales españoles tenían también ahí sus casas de verano, en la tierra en donde finalmente dio paso al recinto principal de la Universidad de Puerto Rico. En 1951, los municipios de San Juan y Río Piedras fueron unidos para delimitar el perímetro actual de San Juan. En Río Piedras se encuentra la rebautizada Plaza del Mercado y el Jardín Botánico de San Juan, y tiene la mayor extensión del municipio de San Juan.

## Paisaje urbano

### Barrios

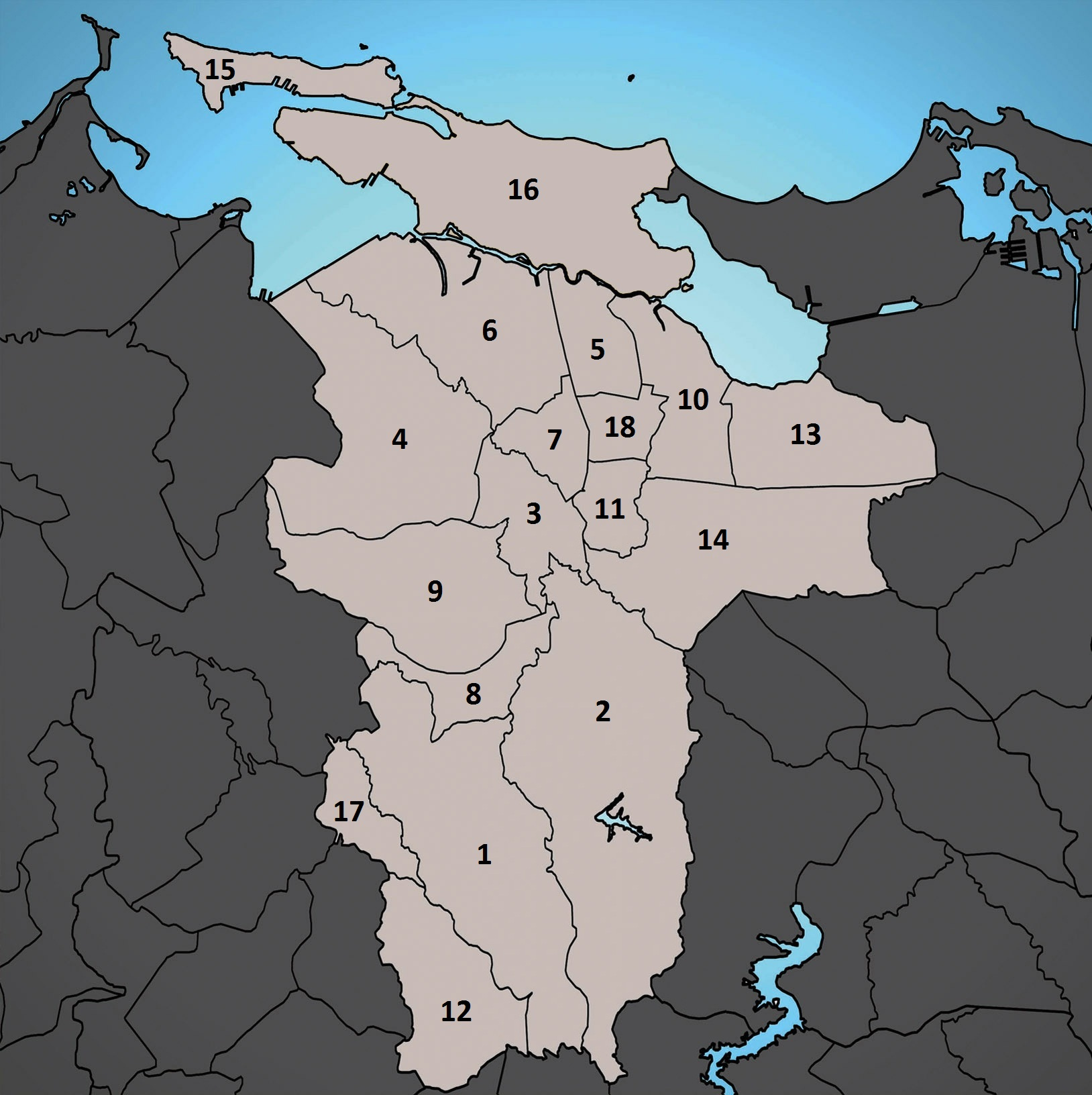
Barrios de San Juan.

Actualmente, el Municipio de San Juan está compuesto por dieciocho barrios (distritos), siendo el barrio San Juan Antiguo, conformado por la isleta de San Juan, el primero en constituirse dentro de esta municipalidad en el año 1521. Para entonces el municipio contaba con una superficie territorial de aproximadamente 2,6 km². Posteriormente, en 1863, se anexó el primer suburbio capitalino conocido como Santurce haciendo que el territorio de la ciudad capital aumentara en más de un 600 % a 16,2 km². Este barrio formaba parte del entonces diluido municipio de San Mateo de Cangrejos. Los otros barrios de San Mateo, entiéndase los de Cangrejos y Hato Rey, fueron repartidos entre los municipios de Carolina y Río Piedras respectivamente. Hato Rey es el distrito financiero de la ciudad de San Juan.
La última gran expansión del municipio de San Juan ocurre en el año 1951 mediante el Proyecto Legislativo 177, donde como producto del referéndum impulsado por el entonces gobernador, Luis Muñoz Marín, se anexa la Municipalidad de Río Piedras al Municipio de San Juan. De esta forma, el territorio de la capital aumentó cerca de 107,6 km² a su tamaño actual de 123,9 km², lo que equivale a un crecimiento de 765 %.
La siguiente tabla muestra información de los dieciocho barrios de San Juan:
| Barrio                  | Población año 2000 | Superficie total km² | Superficie tierra km² | Densidad poblacional hab/km² (año 2000) |
| ----------------------- | ------------------ | -------------------- | --------------------- | --------------------------------------- |
| 1 - Caimito             | 20 832             | 14,06                | 14,06                 | 1481,65                                 |
| 2 - Cupey               | 36 659             | 19,55                | 19,40                 | 1889,64                                 |
| 3 - El Cinco            | 7149               | 3,57                 | 3,55                  | 2013,80                                 |
| 4 - Gobernador Piñero   | 47 779             | 12,20                | 11,50                 | 4154,70                                 |
| 5 - Hato Rey Central    | 20 867             | 2,69                 | 2,67                  | 7815,35                                 |
| 6 - Hato Rey Norte      | 16 461             | 11,19                | 9,14                  | 1800,98                                 |
| 7 - Hato Rey Sur        | 10 868             | 2,12                 | 2,12                  | 5126,42                                 |
| 8 - Monacillo           | 12 425             | 2,98                 | 2,98                  | 4169,46                                 |
| 9 - Monacillo Urbano    | 29 309             | 8,68                 | 8,68                  | 3376,61                                 |
| 10 - Oriente            | 34 799             | 5,65                 | 4,50                  | 7733,11                                 |
| 11 - Río Piedras Pueblo | 9391               | 1,86                 | 1,86                  | 5048,92                                 |
| 12 - Quebrada Arenas    | 2753               | 6,32                 | 6,32                  | 435,60                                  |
| 13 - Sabana Llana Norte | 32 361             | 6,97                 | 6,19                  | 5227,95                                 |
| 14 - Sabana Llana Sur   | 43 839             | 10,80                | 10,80                 | 4059,17                                 |
| 15 - San Juan Antiguo   | 7963               | 6,81                 | 2,64                  | 3016,29                                 |
| 16 - Santurce           | 94 067             | 22,53                | 13,57                 | 6931,98                                 |
| 17 - Tortugo            | 4351               | 2,23                 | 2,23                  | 1951,12                                 |
| 18 - Universidad        | 2501               | 1,61                 | 1,61                  | 1553,42                                 |

### Viejo San Juan
Artículo principal: Viejo San Juan

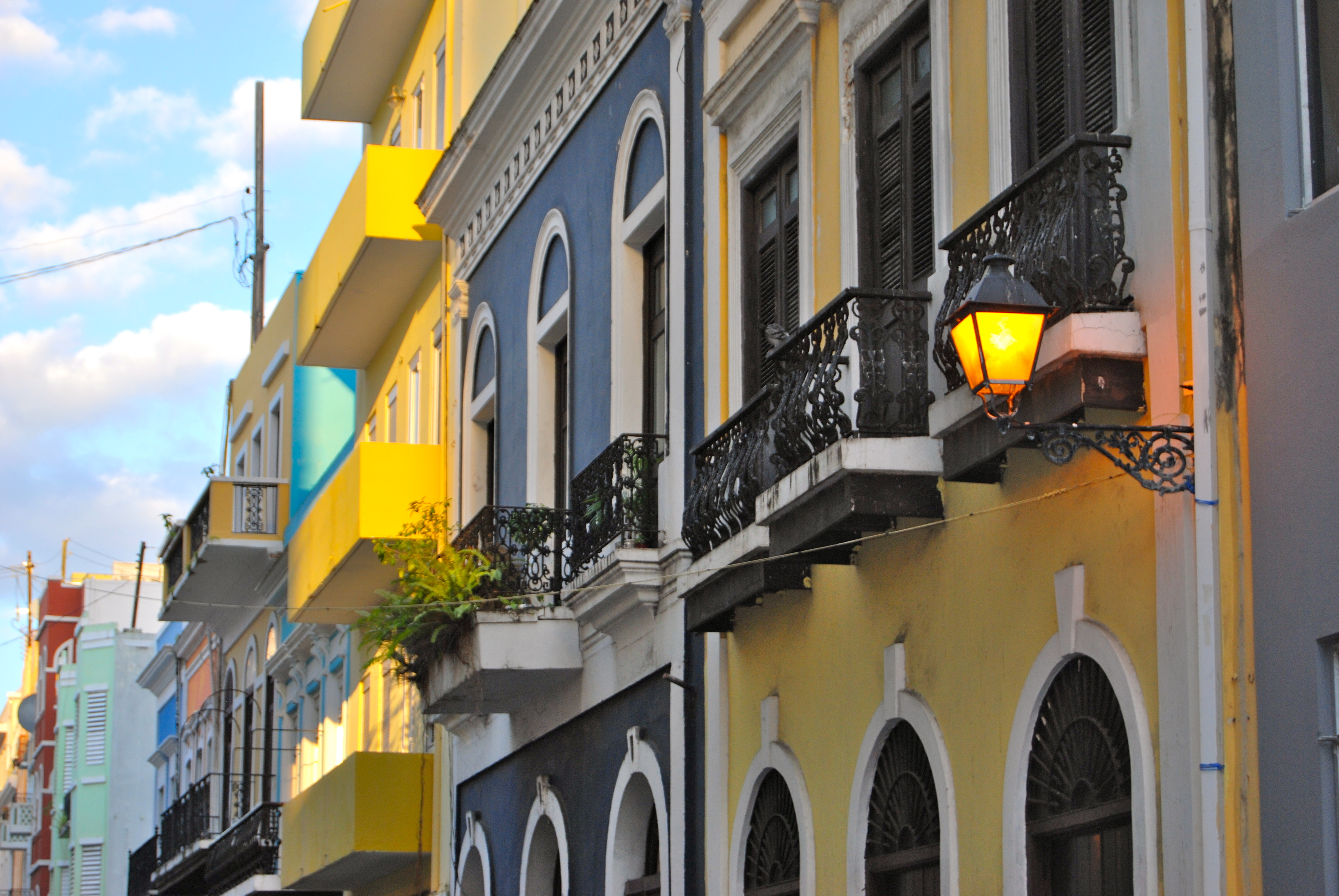
Fachadas del Viejo San Juan.

El Viejo San Juan es el nombre con que se conoce al distrito histórico de San Juan. Está localizado en la Isleta de San Juan, que está conectada a la isla principal de Puerto Rico por puentes. La ciudad se caracteriza por sus calles de adoquines y edificios coloridos que se remontan a los siglos XVI y XVII, cuando la isla era una colonia española. La pequeña isla, que comprende un área de 47 millas cuadradas (120 km²), también alberga el barrio de clase obrera de Puerta de Tierra y la mayoría de los edificios centrales del gobierno de Puerto Rico, incluyendo el Capitolio del Estado Libre Asociado. La principal parte central de la ciudad se caracteriza por calles estrechas hechas de adoquines azules y pintorescos edificios coloniales, algunas de las cuales datan de los siglos XVI y XVII. Secciones de la antigua ciudad están rodeadas por enormes murallas y varias estructuras defensivas y fortalezas notables. Estos incluyen el Fuerte San Felipe del Morro del siglo XVI y el Fuerte San Cristóbal del siglo XVII, ambas parte del Sitio Histórico Nacional de San Juan, y del siglo XVI el Palacio de Santa Catalina, también conocido como La Fortaleza, que sirve de mansión del gobernador. Estas fortificaciones, así como la muralla defensiva del Viejo San Juan, fueron nombradas Patrimonio de la Humanidad por la Unesco en 1983.

## Clima
San Juan disfruta de una temperatura promedio anual de 27,2 grados Celsius (81 °F); aunque temperaturas de 32 grados Celsius (90 °F) o más no son raras durante el verano, especialmente si los vientos vienen del sur. La temperatura puede bajar hasta los 18 grados Celsius (64 °F) durante el invierno, aunque la temperatura promedio de invierno es 25,3 grados Celsius (78 °F). Desde 1898, la temperatura más baja registrada fue de 15,6 grados Celsius (60 °F) en 1995. La lluvia se distribuye bastante bien durante todo el año, pero los meses de enero, febrero y marzo suelen ser los más secos.
| Parámetros climáticos promedio de San Juan, Puerto Rico (Aeropuerto Internacional Luis Muñoz Marín), normales 1991–2020, extremos 1898–presente | Parámetros climáticos promedio de San Juan, Puerto Rico (Aeropuerto Internacional Luis Muñoz Marín), normales 1991–2020, extremos 1898–presente | Parámetros climáticos promedio de San Juan, Puerto Rico (Aeropuerto Internacional Luis Muñoz Marín), normales 1991–2020, extremos 1898–presente | Parámetros climáticos promedio de San Juan, Puerto Rico (Aeropuerto Internacional Luis Muñoz Marín), normales 1991–2020, extremos 1898–presente | Parámetros climáticos promedio de San Juan, Puerto Rico (Aeropuerto Internacional Luis Muñoz Marín), normales 1991–2020, extremos 1898–presente | Parámetros climáticos promedio de San Juan, Puerto Rico (Aeropuerto Internacional Luis Muñoz Marín), normales 1991–2020, extremos 1898–presente | Parámetros climáticos promedio de San Juan, Puerto Rico (Aeropuerto Internacional Luis Muñoz Marín), normales 1991–2020, extremos 1898–presente | Parámetros climáticos promedio de San Juan, Puerto Rico (Aeropuerto Internacional Luis Muñoz Marín), normales 1991–2020, extremos 1898–presente | Parámetros climáticos promedio de San Juan, Puerto Rico (Aeropuerto Internacional Luis Muñoz Marín), normales 1991–2020, extremos 1898–presente | Parámetros climáticos promedio de San Juan, Puerto Rico (Aeropuerto Internacional Luis Muñoz Marín), normales 1991–2020, extremos 1898–presente | Parámetros climáticos promedio de San Juan, Puerto Rico (Aeropuerto Internacional Luis Muñoz Marín), normales 1991–2020, extremos 1898–presente | Parámetros climáticos promedio de San Juan, Puerto Rico (Aeropuerto Internacional Luis Muñoz Marín), normales 1991–2020, extremos 1898–presente | Parámetros climáticos promedio de San Juan, Puerto Rico (Aeropuerto Internacional Luis Muñoz Marín), normales 1991–2020, extremos 1898–presente | Parámetros climáticos promedio de San Juan, Puerto Rico (Aeropuerto Internacional Luis Muñoz Marín), normales 1991–2020, extremos 1898–presente |
| Mes | Ene. | Feb. | Mar. | Abr. | May. | Jun. | Jul. | Ago. | Sep. | Oct. | Nov. | Dic. | Anual |
| --- | --- | --- | --- | --- | --- | --- | --- | --- | --- | --- | --- | --- | --- |
| Temp. máx. abs. (°C) | 33.3 | 35.6 | 35.6 | 36.1 | 35.6 | 36.1 | 35 | 36.1 | 36.1 | 36.7 | 35.6 | 34.4 | 36.7 |
| Temp. máx. media (°C) | 28.4 | 28.8 | 29.3 | 30.1 | 30.8 | 31.7 | 31.5 | 31.7 | 31.8 | 31.4 | 30.1 | 29 | 30.4 |
| Temp. media (°C) | 25.3 | 25.4 | 25.9 | 26.7 | 27.6 | 28.4 | 28.4 | 28.6 | 28.6 | 28.2 | 26.9 | 26 | 27.2 |
| Temp. mín. media (°C) | 22.2 | 22.1 | 22.4 | 23.3 | 24.3 | 25.1 | 25.3 | 25.4 | 25.3 | 24.8 | 23.8 | 22.9 | 23.9 |
| Temp. mín. abs. (°C) | 16.1 | 16.7 | 15.6 | 17.8 | 18.9 | 18.9 | 20.6 | 20 | 20.6 | 19.4 | 18.3 | 16.7 | 15.6 |
| Precipitación total (mm) | 103.4 | 65.5 | 55.4 | 116.8 | 140.7 | 118.4 | 152.9 | 159.8 | 165.1 | 132.3 | 187.2 | 123.2 | 1520.7 |
| Días de precipitaciones (≥ 0.2 mm) | 18.4 | 15.3 | 13.1 | 14.3 | 16.5 | 15.1 | 19.0 | 19.8 | 18.3 | 17.7 | 20.6 | 20.2 | 208.3 |
| Horas de sol | 237.4 | 231.2 | 282.0 | 268.3 | 255.2 | 259.4 | 280.8 | 267.8 | 234.7 | 227.2 | 202.4 | 217.4 | 2963.8 |
| Humedad relativa (%) | 74.0 | 72.4 | 71.0 | 71.3 | 74.9 | 75.5 | 75.9 | 76.4 | 76.4 | 76.9 | 76.2 | 74.7 | 74.6 |
| Fuente: NOAA (humedad y horas de sol 1961–1990)                                                                                                 | | | | | | | | | | | | | |

## Demografía
Según el censo de 2010, 395 326 personas residían en San Juan. La densidad de población era de 1983,45 hab./km². De los 395 326 habitantes, San Juan estaba compuesto por un 72.7 % de blancos, 11.9 % de afroamericanos, 0.5 % de amerindios, 0.5 % de asiáticos, 9 % de alguna otra raza y el 5.3 % pertenecía a dos o más razas. Del total de la población el 98.19 % eran hispanos o latinos de cualquier raza.
San Juan constituye la ciudad más poblada y con mayor densidad poblacional del área metropolitana y de todo Puerto Rico. La población, sin embargo, ha experimentado un decrecimiento en las últimas décadas producto de la migración hacia los municipios adyacentes. La siguiente tabla comparativa muestra la evolución poblacional del municipio de acuerdo a datos ofrecidos por la Oficina del Censo de Estados Unidos:
| Año   | Población del municipio de San Juan | Área de tierra km² | Densidad poblacional hab/km² |
| ----- | ----------------------------------- | ------------------ | ---------------------------- |
| 1899* | 32 048                              | 16,21              | 1977,05                      |
| 1910* | 48 716                              | 16,21              | 3005,31                      |
| 1920* | 69 733                              | 16,21              | 4301,85                      |
| 1930* | 114 715                             | 16,21              | 7076,80                      |
| 1940* | 169 247                             | 16,21              | 10 440,90                    |
| 1950* | 224 767                             | 16,21              | 13 865,95                    |
| 1960  | 451 658                             | 123,85             | 3646,81                      |
| 1970  | 463 242                             | 123,85             | 3740,35                      |
| 1980  | 434 849                             | 123,85             | 3511,09                      |
| 1990  | 437 745                             | 123,85             | 3534,48                      |
| 2000  | 434 374                             | 123.85             | 3507.26                      |
| 2010  | 395 326                             |                    | 1983,45                      |

Desde 1899 hasta 1950 el municipio de San Juan excluía lo que hasta entonces conformaba el Municipio de Río Piedras. Por tal razón, durante este periodo los datos de población, área terrestre y densidad poblacional tan solo hacen referencia a los barrios de San Juan Antiguo y Santurce.
El antiguo Municipio de Río Piedras, incorporado a San Juan en 1951, constituía la tercera ciudad más poblada de Puerto Rico al momento de la anexión. Su estratégica ubicación al sur de la capital, le sirvió como punto de encuentro de todas las vías de transporte principal en la Isla y como antesala geográfica a San Juan. Este fue tan sólo uno de los factores que impulsaron su dramático desarrollo urbanístico durante el siglo XX, reflejado en el más amplio incremento poblacional observado en región alguna en todo Puerto Rico durante este periodo. La población de esta antigua municipalidad previa a la anexión y de acuerdo al último se evidencia en la siguiente tabla comparativa.
| Año  | Población del municipio Río Piedras | Área de tierra km² | Densidad poblacional hab/km² |
| ---- | ----------------------------------- | ------------------ | ---------------------------- |
| 1899 | 13 760                              | 107,64             | 127,83                       |
| 1910 | 18 880                              | 107,64             | 175,40                       |
| 1920 | 24 745                              | 107,64             | 229,89                       |
| 1930 | 40 853                              | 107,64             | 379,53                       |
| 1940 | 68 290                              | 107,64             | 634,43                       |
| 1950 | 143 989                             | 107,64             | 1337,69                      |
| 2000 | 332 344                             | 107,64             | 3087,55                      |

## Economía

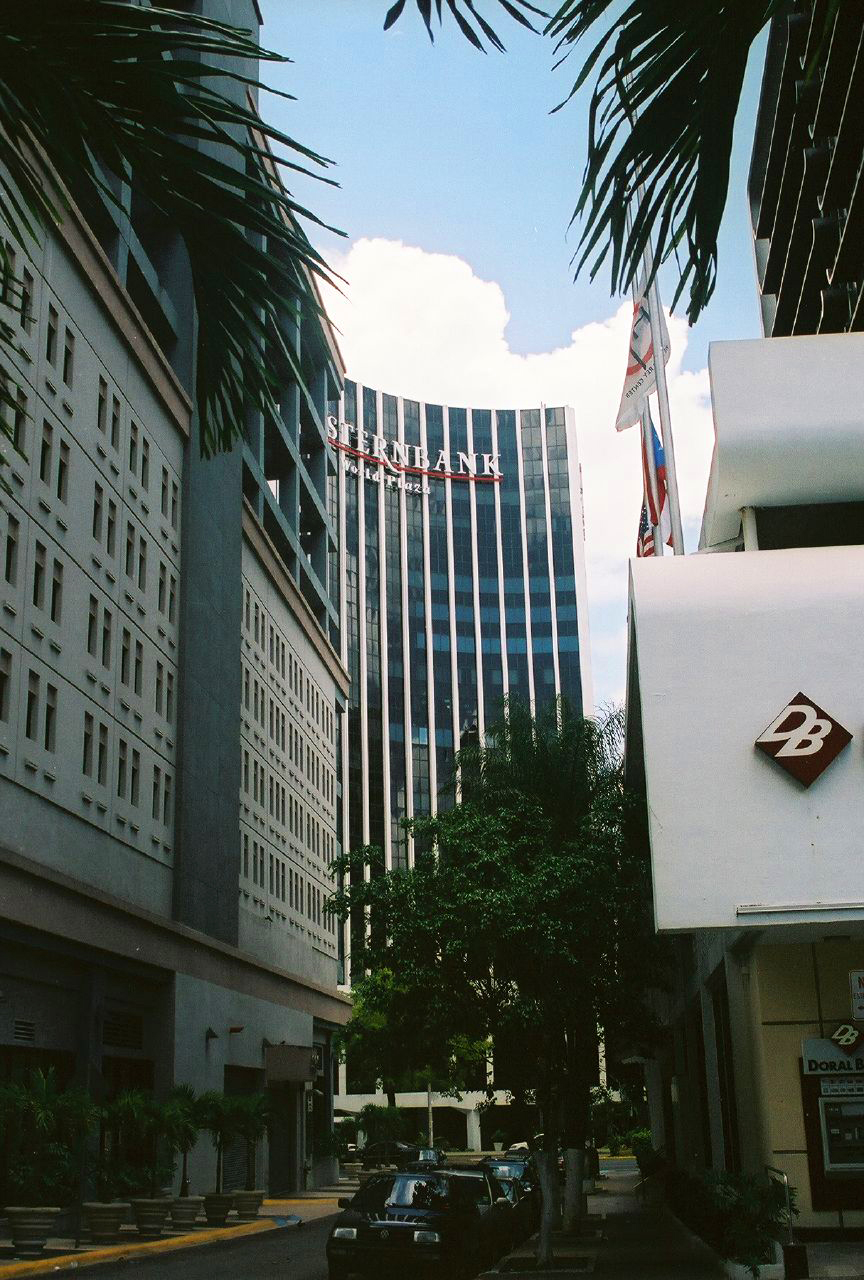
Edificios de la Milla de Oro de San Juan.

San Juan tuvo un importante crecimiento económico después de la Segunda Guerra Mundial, período en el que la ciudad experimentó una revolución industrial. La economía se basa principalmente en empresas dedicadas a la fabricación de varios productos, entre ellos: las sustancias químicas (cloro y productos de limpieza del hogar), medicamentos, ron y otras bebidas alcohólicas, fertilizantes, herramientas eléctricas, aparatos electrónicos, plásticos, textiles y productos alimenticios. El turismo es también una industria clave que se beneficia de la proximidad de San Juan al aeropuerto principal de Puerto Rico, el Aeropuerto Internacional Luis Muñoz Marín. El principal centro turístico de la ciudad se encuentra en el distrito de Condado donde hay numerosos hoteles de lujo.
La ciudad amurallada alberga numerosos cafés, galerías de arte, museos, edificios maravillosamente restaurados y tiendas únicas.
La parte nueva de la ciudad es sede de bancos prestigiosos como el Banco Popular de Puerto Rico, Oriental Bank, Firstbank, Banco Santander,  Scotiabank, Citibank y otros.
Además Plaza Las Américas, el centro comercial más grande del Caribe, se halla aquí.

## Arte y cultura
Estos son algunos de los eventos culturales que podemos encontrar en San Juan:
- Festival Folclórico Internacional - enero
- Festival de Teatro Musical - enero
- Festival de la Calle San Sebastián - enero
- Festival Casals - febrero
- Festival de Teatro Puertorriqueño - marzo
- Fiesta Música Puertorriqueña - mayo
- Concurso Nacional de Trovadores - mayo
- Fiestas Patronales de San Juan Bautista - junio
- Festival de Verano - junio
- Fiestas de la Bahía - julio
- Festival de Cerámica - septiembre
- Festival Cultural del Niño - septiembre
- Concurso Nacional del Cuatro - diciembre

## Educación

### Universidades

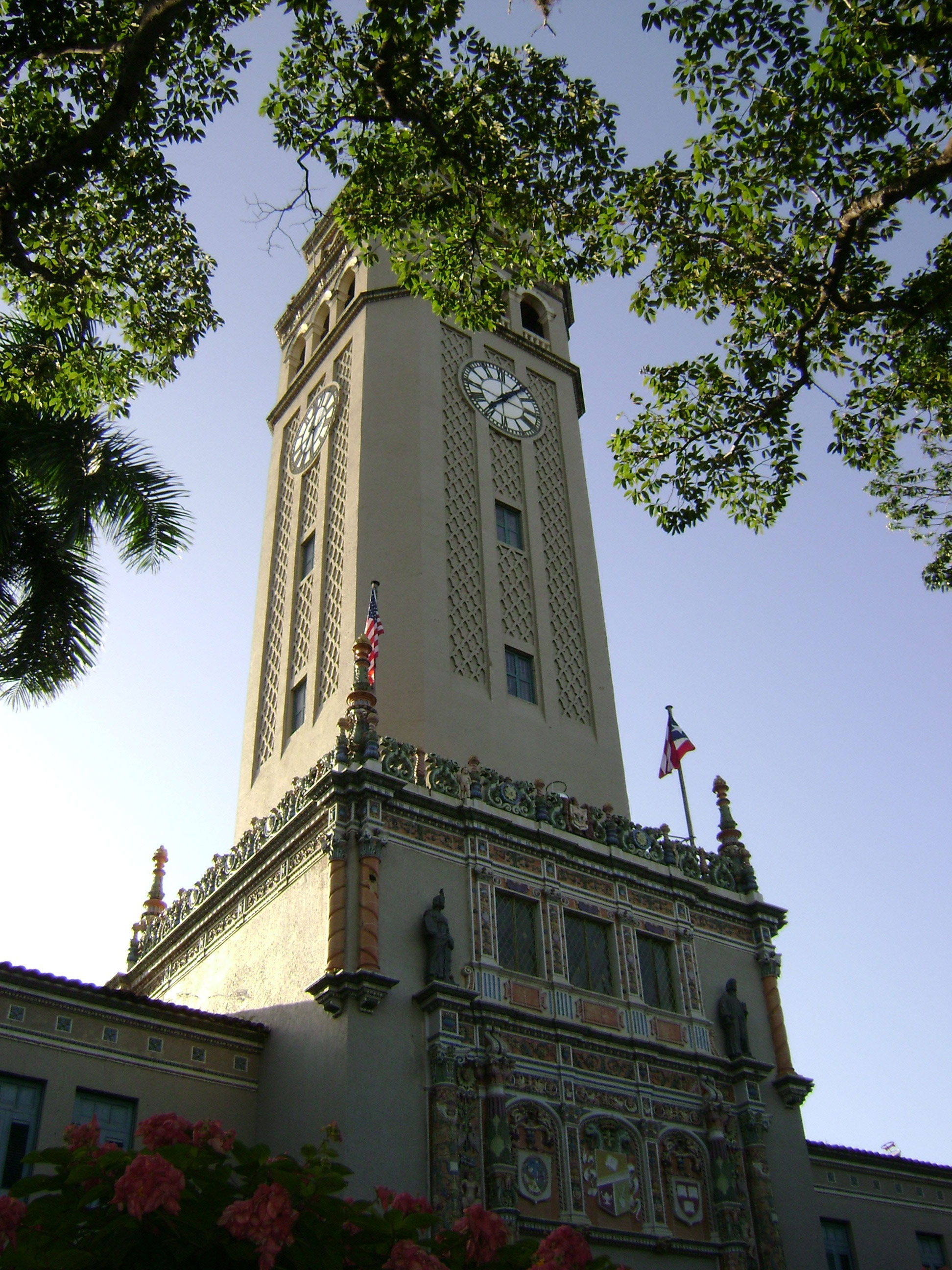
Torre de la Universidad de Puerto Rico.

San Juan acoge a muchas instituciones de educación superior de Puerto Rico, como los recintos de Río Piedras y de Ciencias Médicas de la Universidad de Puerto Rico. Otras instituciones instaladas en San Juan son la Universidad del Sagrado Corazón, la Universidad Politécnica de Puerto Rico, la Universidad Metropolitana, el campus metropolitano de la Universidad Interamericana de Puerto Rico, la Carlos Albizu University, el Seminario Evangélico de Puerto Rico y el Centro de Estudios Avanzados de Puerto Rico y el Caribe. Hay numerosos centros más pequeños en la ciudad, como el ICPR Junior College, el Instituto de Banca y Comercio y el International Junior College de Santurce. También existen varias escuelas técnicas, incluyendo el Technological College of San Juan, el Liceo de Artes y Ciencias, el Ramírez College of Business and Technology, y el Puerto Rico Technical Junior College. En el ámbito de las enseñanzas artísticas cabe mencionar el Conservatorio de Música de Puerto Rico y la Escuela de Artes Plásticas de Puerto Rico.

## Turismo
Los avances tecnológicos posteriores a la Segunda Guerra Mundial en el desarrollo de aviones, junto con el clima de la isla y su entorno natural, han llevado a San Juan a ser en el centro turístico de la isla promocionando indirectamente que el resto del Caribe sea conocido en todo el mundo durante los últimos sesenta años. En la actualidad San Juan cuenta con numerosos hoteles, museos, edificios históricos, restaurantes, playas y centros comerciales habiendo numerosos lugares de interés turístico tanto dentro como fuera del Viejo San Juan.

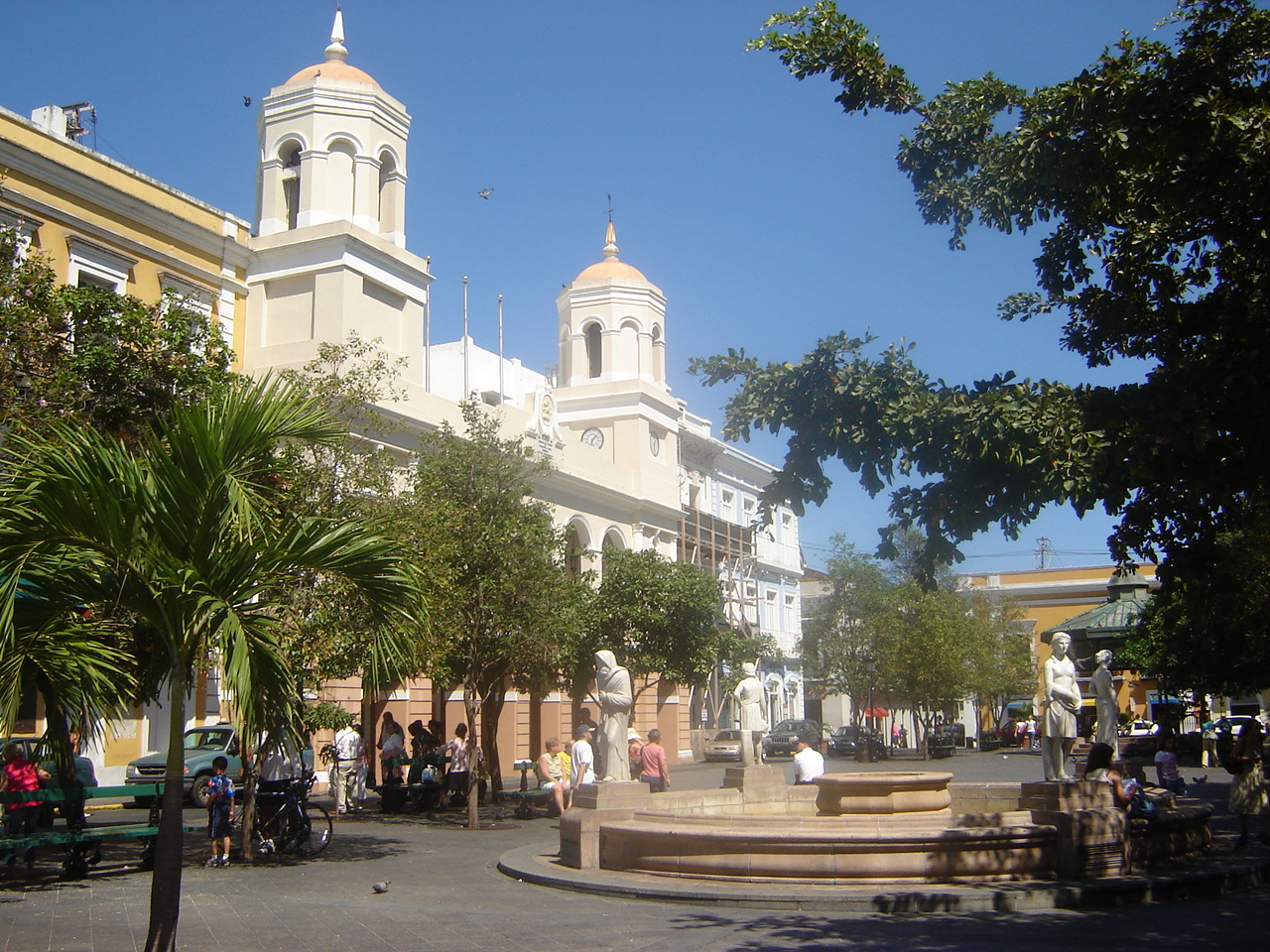
Plaza de Armas de San Juan

Los lugares de interés turístico en el Viejo San Juan:
- Parque de las Palomas
- Capilla del Cristo
- Castillo San Felipe del Morro
- Fuerte San Cristóbal
- La Fortaleza (Palacio de Santa Catalina)
- Casa Alcaldía
- Casa de España, centro social fundado en 1914.
- Plaza de Armas de San Juan
- El Capitolio
- Catedral de San Juan Bautista
- Arzobispado Primado de San Juan
- Museo Pablo Casals
- Museo de Arte de Historia de San Juan
- Casa Blanca (casa del primer gobernador español de Puerto Rico, Juan Ponce de León, cuando la isla era posesión española)
- Tótem Telúrico
- Cuartel de Ballajá
- Colegio de Párvulos (primera escuela católica para educación primaria en Puerto Rico; todavía opera)
- Cementerio Santa María Magdalena de Pazzis
- Plaza de la Uvas, paseo de los Enamorados, cerca del Capitolio de San Juan

Fuera del Viejo San Juan:
- El Cañuelo
- Club Gallístico
- Laguna del Condado
- Jardín Botánico de San Juan
- Coliseo José Miguel Agrelot
- Hato Rey
- Condado
- Isla Verde
- Río Piedras

## Transporte
Con 4300 vehículos por milla pavimentada, San Juan es con mucho la ciudad con mayor densidad de vehículos del mundo. La ciudad es servida por cinco autopistas y numerosas avenidas arteriales y bulevares, pero sigue sufriendo importantes problemas por congestión de tráfico.

### Autobús
La Autoridad Metropolitana de Autobuses (AMA) ofrece transporte diario a los residentes de San Juan, Guaynabo, Bayamón, Toa Baja, Trujillo Alto, Cataño y Carolina a través de 30 rutas fijas. En 2022, se concretó una nueva ruta a Caguas, a través del sistema de autobuses de Metro Urbano.Su flota se compone de 277 autobuses regulares y 35 adaptados para personas con discapacidad. Se estima que estos autobuses son empleados por unos 112 000 pasajeros de lunes a viernes. También hay un servicio de ferry diario, conocido como la lancha de Cataño, que opera entre el Viejo San Juan y la ciudad de Cataño.

### Metro

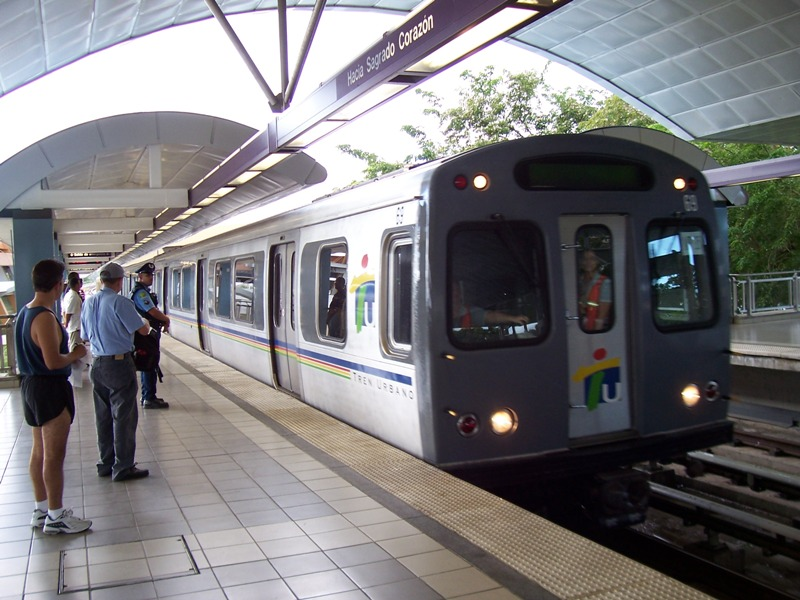
Un tren urbano en la estación de Bayamón.

En un intento por disminuir la dependencia de vehículos y la congestión vial, la ciudad construyó un sistema de metro llamado «Tren Urbano». La línea de metro tiene 17,2 km y se conecta con 16 estaciones. El proyecto se inauguró a finales de 2004, costó 2,25 mil millones de dólares, más de mil millones en el presupuesto de cuatro años más tarde. El Tren Urbano ha recibido menos pasajeros que los previstos originalmente y no se ha reducido de manera significativa el tráfico de automóviles de la ciudad, a pesar de un incremento de pasajeros del 7,5 % en 2006 respecto a 2005. Hay un proyecto para la construcción de un «sistema de tren ligero interurbano» que conecte las ciudades de San Juan y Caguas.
El aumento de la inversión en transporte público no ha cambiado el hecho de que San Juan es una ciudad dependiente del automóvil y su rápido crecimiento ha provocado una gran expansión urbana. A mediados de 2010, el Gobierno aprobó los planes para un nuevo diseño de la ciudad de Puerto Rico, con un nuevo sistema de transporte colectivo, nuevas carreteras e intersecciones, y más puntos de acceso a la playa. No será permitido el acceso en automóvil a Viejo San Juan, la parte más antigua de la ciudad. Los planes de reurbanización también esperan que la ciudad sea más atractiva para atraer a nuevos residentes, ya que San Juan ha ido sufriendo una disminución de su población en los últimos 60 años.

### Marítimo
El puerto de San Juan es el cuarto puerto más activo de los situados en el occidente del hemisferio, clasificado entre los 17 mayores del mundo en términos de movimiento de contenedores. También es el puerto que hace de base para un mayor número de cruceros del mundo con más de una docena de buques. Es el segundo puerto con más actividad de cruceros, solo por detrás de Miami.[cita requerida]

### Aéreo
El área metropolitana es servida por dos aeropuertos. El aeropuerto internacional Luis Muñoz Marín, principal aeropuerto comercial de San Juan, ubicado a 12,7 km del casco antiguo de la ciudad en el vecino municipio de Carolina. El aeropuerto tiene capacidad para más de 30 compañías aéreas nacionales e internacionales y es el aeropuerto con más tráfico del Caribe. Es llamado a menudo «La puerta de entrada al Caribe», ya que sirve como conexión principal a la isla y el resto del Caribe para los Estados Unidos y viceversa. Diariamente maneja más de 500 operaciones (despegues y aterrizajes), con vuelos internacionales hacia Europa, Norteamérica, Suramérica, Centroamérica y toda la región del Caribe.
El segundo de los aeropuertos es el Aeropuerto Fernando Luis Ribas Dominicci, que se encuentra situado frente al arroyo de San Antonio o Caño San Antonio del Viejo San Juan, en el distrito de Isla Grande. Es utilizado principalmente por aeronaves de aviación general, vuelos chárter, y algunos vuelos comerciales nacionales. Era el aeropuerto principal antes de la apertura del nuevo. En la actualidad también se usa ampliamente por la Escuela de Vuelo Isla Grande y el Centro de vuelo del Caribe, la única escuela de aviación en la isla.

## Deporte

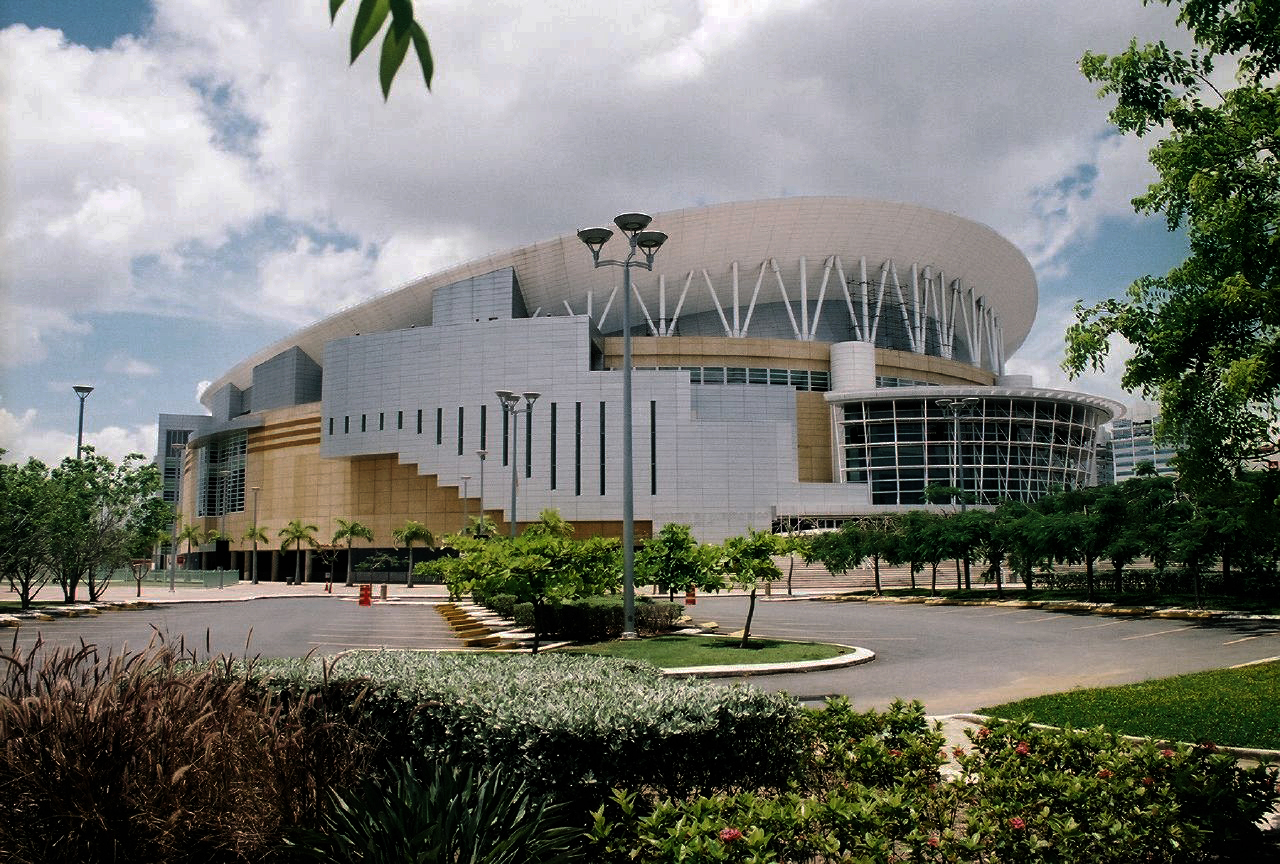
Fotografía panorámica del Coliseo José Miguel Agrelot, el mayor recinto cubierto de la isla.

En San Juan al igual que en el resto de Puerto Rico los deportes mayoritarios son el baloncesto y el béisbol, siendo el fútbol o soccer un deporte con mucho menos seguimiento por parte de los puertorriqueños. Los equipos con base en la ciudad han tenido un éxito notable en las diversas competiciones. Destacan en baloncesto los Cangrejeros de Santurce que ganaron el campeonato de Baloncesto Superior Nacional en las temporadas 1998, 1999, 2000, 2001 y 2003. En béisbol destaca también la sección de los Cangrejeros junto con el equipo de los Senadores de San Juan que juntos han ganado el campeonato de la Liga de Béisbol Profesional Roberto Clemente un total de diecisiete veces. Los Cangrejeros ocupan el tercer lugar entre los equipos con más campeonatos de la Serie del Caribe, teniendo en sus vitrinas las ediciones del torneo de 1951, 1953, 1955, 1993 y 2000.
Por otro lado la ciudad ha sido sede de numerosos eventos dentro de la comunidad deportiva, como los X Juegos Centroamericanos y del Caribe, el Campeonato Mundial de Baloncesto de 1974, los Juegos Panamericanos de 1979 o tres rondas del Clásico Mundial de Béisbol 2006, 2009 y 2013. También ha acogido la Serie del Caribe en nueve ocasiones. y el Campeonato FIBA Américas en cinco.
Los Montreal Expos de las Grandes Ligas de Béisbol jugaron 22 partidos como locales en el Estadio Hiram Bithorn entre 2003 y 2004, barajando la posibilidad de establecer una franquicia en la ciudad, aunque posteriormente se trasladarían a Washington D. C. para convertirse en los actuales Washington Nationals.
El San Juan Natatorium recientemente construido con un coste 28 millones de dólares está empezando a despertar el interés por la natación en la isla; además sirve como centro de entrenamiento invernal de los mejores centos educativos y universidades de los Estados Unidos continentales, incluyendo la Academia Militar de los Estados Unidos en West Point y la Academia Naval de los Estados Unidos en Annapolis.
En julio de 2007, la Academia de Golf de San Juan y su campo de prácticas de golf construyeron en la zona de Puerto Nuevo el primer y único campo de golf de 9 hoyos de la ciudad.

### Equipos profesionales
| Club                    | Deporte    | Liga                                       | Estadio                   |
| ----------------------- | ---------- | ------------------------------------------ | ------------------------- |
| Cangrejeros de Santurce | Béisbol    | Liga de Béisbol Profesional de Puerto Rico | Estadio Hiram Bithorn     |
| Cangrejeros de Santurce | Baloncesto | Baloncesto Superior Nacional               | Coliseo Roberto Clemente. |
| Atléticos de San Juan   | Fútbol     | Liga Nacional de fútbol de Puerto Rico     | Estadio Hiram Bithorn.    |
| Academia Quintana       | Fútbol     | Liga Nacional de fútbol de Puerto Rico     | Estadio Hiram Bithorn.    |
| San Juan United         | Fútbol     | Puerto Rico Soccer League Second Division  | Estadio Sixto Escobar.    |

| Predecesor: Kingston         | Ciudad Centroamericana y Caribeña 1962 | Sucesor: Ciudad de Panamá |
| Predecesor: Ciudad de México | Ciudad Panamericana 1979               | Sucesor: Caracas          |

## Hermanamientos
- Ciudad de Guatemala (Guatemala)
- Ciudad Obregón (México)
- San Juan del Río (México)
- Dubái (Emiratos Árabes Unidos)
- Honolulu (Estados Unidos)
- La Habana (Cuba)
- Madrid (España)[38]
- Quito (Ecuador)
- San Felipe de Puerto Plata (República Dominicana)
- Santo Domingo (República Dominicana)
- Santiago de los Caballeros (República Dominicana)

## Capital Iberoamericana de la Cultura
| Predecesor: Montevideo | Capital Iberoamericana de la Cultura 2014 | Sucesor: Ciudad de Guatemala |